# Paulus Voet

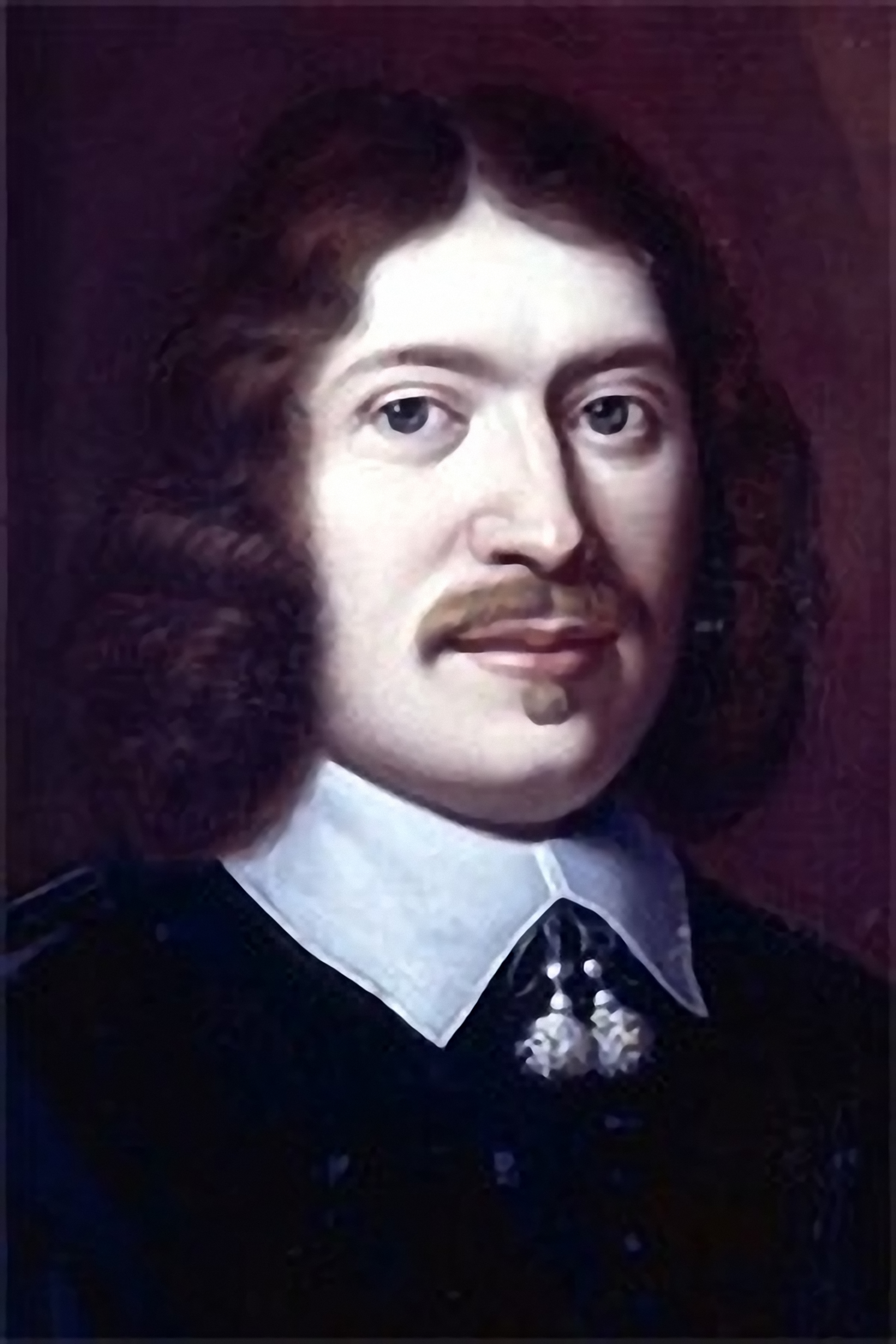
Paulus Voet

Paulus Voet (auch: Paul Voetus, Voetius; * 7. Juni 1619 in Heusden; † 1. August 1667 in Utrecht) war ein niederländischer Philosoph und Jurist.

## Leben
Voet war der Sohn von Gisbert Voetius und der Deliana Jans (1591–1679). Er hatte den Namen seines Großvaters erhalten. Im Sommer 1634 wurde sein Vater nach Utrecht berufen, wohin er selbst mit wechselte. Hier absolvierte er Studien der Philosophie und die Rechtswissenschaften. Nach vierjährigen Studien erwarb er 7. Juni 1640 den akademischen Grad eines Magisters der Philosophie. Danach scheint er sich einen guten Ruf als Gelehrter erworben zu haben. Als man versuchte ihn nach Deventer zu ziehen, beschlossen die Kuratoren der Universität ihn am 19. März 1641 zum außerordentlichen Professor der Metaphysik zu berufen, welche Stelle er am 24. Mai 1641 antrat.
Hierbei etablierte er sich als Anhänger seines Vaters und war später ein Gegner der Philosophie von René Descartes. Am 17. Juni 1644 übernahm er die ordentliche Professur der Metaphysik. Daneben beschäftigte er sich mit juristischen Studien und absolvierte am 4. März 1645 seine Promotion zum Doktor der Rechtswissenschaften. Am 10. April 1648 übertrug man ihm die Professur der Logik und der griechischen Sprache, er wurde 1652 außerordentlicher und am 21. April 1654 ordentlicher Professor der Rechte. Zudem war er Rat im Landgericht Viane. Als Rechtsprofessor hatte er die Grundlagen eines Internationalen Privatrechts geschaffen, als er sich mit der Frage beschäftigte, wieso ein souveräner Staat in seinem Hoheitsgebiet fremdes Recht anwenden sollte. Damit tritt er aus dem alten Typus der italienisch-französischen Schule heraus, zum neueren Comitas Gentium. Voet beteiligte sich auch an den organisatorischen Aufgaben der Utrechter Hochschule und war 1652/53 deren Rektor.
Johannes Voet (1647–1713), einer seiner Söhne, wurde ebenfalls Rechtswissenschaftler und lehrte ab 1674 auch in Utrecht und ab 1780 in Leiden.

## Werke

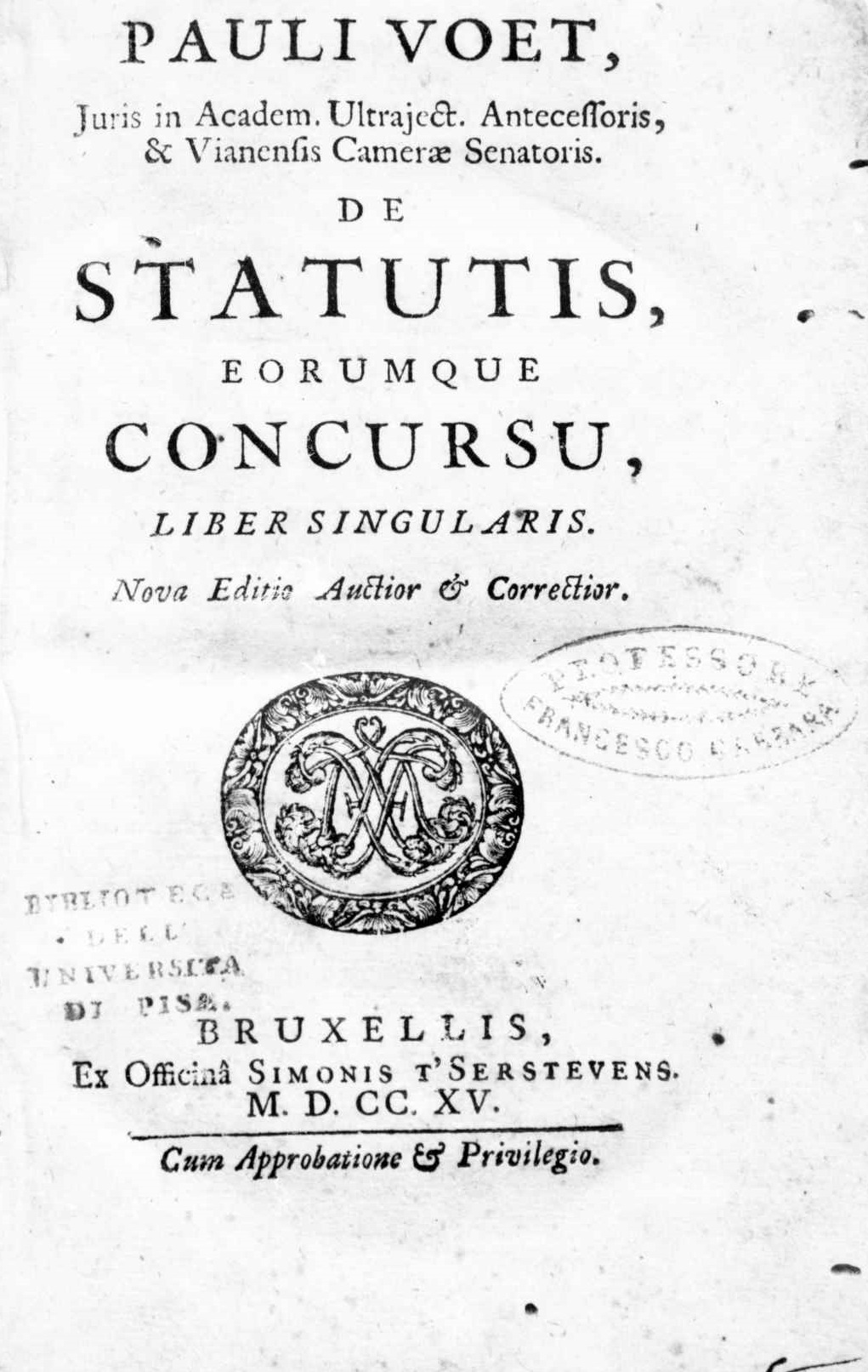
De statutis eorumque concursu, 1715

- Notae in Museaeum de amoribus Herus et Leandri. Utrecht 1645.
- Herodiani Marcum et Commodum imperatores notae. Utrecht 1645 (books.google.de), 1665.
- De Duellis licitis et illicitis. Utrecht 1646, 1658, 1728 (books.google.de).
- Tribunal iniquum Maresii in causa Schookio Voetiana. Utrecht 1646.
- Pietas in parentem contra impotentiam Maresii. Utrecht 1646.
- Martinus Schookius A πςοσδιόνυσος. Utrecht 1651.
- Harmonia Evangelica. Amsterdam 1654.
- Oorspronck, voortganck en daeden der doorluchtige Heeren van Brederode, bij een gesteld door P.V., Der Rechten Professor in de Acad. tot Utrecht, en Raetspersoon van de Kaemer van Justitie s’ Lants Vionen. Utrecht 1656 (books.google.de).
- Theologia naturalis reformata. Cui subjecta brevis de anima separata disquisition. Utrecht 1656, Amsterdam 1657.
- De usu Juris civilis et canonici in Belgio, et more promovendi Doctores. Utrecht 1656 (books.google.de).
- de Pactis, liber sing. Utrecht 1658.
- De statutis eorumque concursu. Amsterdam 1661 (books.google.de), Lüttich 1700.
  - Simon T’Serstevens (Hrsg.): De statutis eorumque concursu. Bruxelles 1715 (Latein, gutenberg.beic.it).
- Jurisprudentia sacra: institutâ Juris Caesarei cum Divino, consuetudinario, atque Canonico, in multis, collatione. Amsterdam 1662, (eingeschränkte Vorschau in der Google-Buchsuche).
- Histor. Famil. Com. De Brederode. Amsterdam 1663.
- Disquisitio juridica de mobilibus et immobilibus. Utrecht 1666, 1714 (books.google.de).
- In Quatuor libros institutionum imperialium Commentarius ubi Juris Civilis tum Antiqui, tum Novi cum Divino, Forensi, Canonico & Feudali in multis collatio instituitur. Utrecht 1668 (Band 2, books.google.de).